# Magdalena Adamowicz
Magdalena Adamowicz (Słupsk, Polonia, 10 de abril de 1973) es la viuda de Paweł Adamowicz, un político polaco asesinado por un extremista de derecha como parte de un crimen de odio. Magdalena fue elegida para el Parlamento Europeo en las elecciones de 2019 como parte de la oposición de centro Coalición Europea.